# Churchill Brothers Sports Club
Il Churchill Brothers Sports Club è una società calcistica indiana di Margao, nel territorio federato di Goa, fondata nel 1988.
Ha giocato nella I-League quando questa era la massima divisione calcistica indiana.

## Storia
Il Churchill Brothers SC venne fondato nel 1988 con il nome "Varca Club" ma dopo una sola stagione cambiò denominazione in "Brothers Sporting Club". Quando il club venne acquistato da Churchill Braz Alemao venne infine rinominato "Churchill Brothers SC".
Nel 2007 il club vinse la Durand Cup e venne promosso in massima serie. Nella stagione 2008-2009 vinse il primo titolo nazionale, la seconda Durand Cup e l'IFA Shield. L'anno successivo disputò la sua prima AFC Champions League 2010.

## Stadio
Il principale terreno di gioco è il Fatorda Stadium, struttura di 27,300 ubicata a Margao.
Lo stadio è condiviso con altre tre squadre: Salgaocar Sports Club, Dempo Sports Club e Sporting Clube de Goa.
Nella stagione 2012-2013 il Churchill Brothers Sports Club utilizzò temporaneamente il Duler Stadium di Mapusa a causa di lavori di ristrutturazione al Fatorda stadium in vista dei Giochi della Lusofonia del 2013. In passato il club aveva già utilizzato anche il Tilak Maidan Stadium di Vasco da Gama.

## Palmarès

### Competizioni nazionali
- I-League: 2

2008–2009, 2012–2013
- Durand Cup: 3

2007, 2009, 2011

### Altri piazzamenti
- I-League:

Secondo posto: 1996-1997, 1999-2000, 2001-2002, 2007-2008, 2009-2010, 2024–2025
Terzo posto: 1998-1999, 2000-2001, 2011-2012
- Coppa della Federazione indiana:

Semifinalista: 1998, 2009, 2009-2010, 2010, 2012

## Organico

### Rosa 2017
| N. |                           | Ruolo | Calciatore             |
| -- | ------------------------- | ----- | ---------------------- |
| 1  | India (bandiera)          | P     | Shilton Paul           |
| 2  | Libano (bandiera)         | D     | Hamza Kheir            |
| 3  | India (bandiera)          | D     | Mamit Vanlalduatsanga  |
| 4  | India (bandiera)          | D     | Suresh Meitei          |
| 5  | India (bandiera)          | D     | Vikas Saini            |
| 6  | India (bandiera)          | C     | Quan Gomes             |
| 7  | India (bandiera)          | C     | Clencio Pinto          |
| 8  | India (bandiera)          | C     | Kingsley Fernandes     |
| 9  | Slovenia (bandiera)       | A     | Luka Majcen            |
| 10 | Honduras (bandiera)       | C     | Clayvin Zúñiga         |
| 11 | India (bandiera)          | A     | Vinil Poojary          |
| 13 | Costa d'Avorio (bandiera) | C     | Bazie Armand (Captain) |
| 14 | India (bandiera)          | C     | Israil Gurung          |
| 15 | India (bandiera)          | A     | H. A. Mohammedali      |
| 17 | India (bandiera)          | C     | Shubert Pereira        |

| N. |                  | Ruolo | Calciatore           |
| -- | ---------------- | ----- | -------------------- |
| 18 | India (bandiera) | C     | Bryce Miranda        |
| 19 | India (bandiera) | A     | Lamgoulen Hangshing  |
| 20 | India (bandiera) | C     | Lalengzama Vangchhia |
| 21 | India (bandiera) | D     | Kamran Farooque      |
| 22 | India (bandiera) | D     | Wendell Savio Coelho |
| 23 | India (bandiera) | D     | Keenan Almeida       |
| 25 | India (bandiera) | A     | Ginminthang Hangsing |
| 33 | India (bandiera) | C     | Richard Costaother=  |
| 36 | India (bandiera) | C     | Fredsan Marshall     |
| 37 | India (bandiera) | D     | Jovel Martins        |
| 40 | India (bandiera) | P     | Nora Fernandes       |
| 42 | India (bandiera) | P     | Shibinraj Kunniyil   |
|    | India (bandiera) | D     | Samuel Shadap        |
|    | India (bandiera) | C     | Sourav Das           |
|    | India (bandiera) | C     | Joseph Clemente      |